# КК Копер
КК Копер је словеначки кошаркашки клуб из Копра. Некада се такмичио у Првој лиги Словеније одакле је избачен 2010. због финансијских проблема. Такође је био познат под именом КК Лука Копер.

## Успеси
- Куп Словеније
  - Полуфиналист (4): 2003, 2004, 2005, 2008.

## Познатији играчи
- Горан Јагодник
- Небојша Јоксимовић
- Оливер Стевић